# Tatjana Gürbaca
Tatjana Gürbaca (* 1973 in Berlin) ist eine deutsche Regisseurin.

## Leben
Die Tochter eines türkischen Vaters und einer italienischen Mutter studierte Regie an der Hochschule für Musik „Hanns Eisler“ in Berlin und besuchte Meisterkurse für Opernregie bei Ruth Berghaus. 2000 nahm sie erfolgreich am Internationalen Regiewettbewerb „Ring Award“ in Graz teil und inszenierte daraufhin Turandot an der Grazer Oper. Inzwischen arbeitet sie an großen Opernhäusern im gesamten deutschsprachigen Raum. Sie war von 2011 bis 2014 Operndirektorin am Staatstheater Mainz.
Im Jahr 2024 inszenierte Gürbaca Fromental Halévys Oper La Juive an der Oper Frankfurt, welche den Antisemitismus von der Spätmittelalter bis in die moderne Zeit thematisiert. Der Chor unter der Leitung von Tilman Michael spielte dabei eine zentrale Rolle, indem er sich dynamisch bewegte und das Geschehen auf der Bühne aktiv mitgestaltete. Die Oper wurde in dieser Produktion lebendig, wobei die Beziehungsdynamiken zwischen den Charakteren, wie zwischen Rachel und dem Kardinal Brogni, die nicht wissen, dass sie verwandt sind, besonders hervorgehoben wurden. Die Bühnengestaltung und Kostüme von Klaus Grünberg und Silke Willrett haben direkten Bezüge zu modernen und mittelalterlichen Symbolen des Antisemitismus. Die musikalische Leitung von Henrik Nánási und die gesanglichen Leistungen, insbesondere von Ambur Braid als Rachel, wurden für ihre Intensität gelobt. Gürbaca setzte die bis heute nachwirkende langanhaltende Spannung zwischen Katholizismus und Judentum thematisch um und stellte eine kritische Verbindung zwischen christlichen Symbolen und historischem Antisemitismus her.

## Inszenierungen (Auswahl)
- 2001: Turandot (Puccini), Oper Graz
- 2002: Brot und Spiele (Patrick Boltshauser) Schauspielhaus Graz
- 2003: Dido und Aeneas (Purcell), Festspielhaus Baden-Baden
- 2004: Cavalleria rusticana (Mascagni) und I Pagliacci (Leoncavallo), Theater Regensburg
- 2005: Die alte Jungfer und der Dieb (Menotti), Oper Graz
- 2006: Les Contes d’Hoffmann (Offenbach), Oper Graz
- 2007: Rigoletto (Giuseppe Verdi), Oper Graz
- 2007: Le Grand Macabre (Ligeti), Theater Bremen
- 2008: Die Entführung aus dem Serail (Mozart), Theater Augsburg
- 2009: Mazeppa (Tschaikowsky), Vlaamse Opera Antwerpen sowie 2010 Theater Bremen und 2012 Theater Erfurt
- 2009: Eugen Onegin (Tschaikowsky), Theater Bremen
- 2011: Macbeth (Salvatore Sciarrino), Staatstheater Mainz
- 2012: Un ballo in maschera (Verdi), Staatstheater Mainz
- 2013: Macbeth (Verdi), Staatstheater Mainz
- 2014: Aida (Verdi), Opernhaus Zürich
- 2015: La traviata (Verdi), Den Norske Opera Oslo
- 2016: Jeanne d’Arc – Szenen aus dem Leben der Heiligen Johanna (Walter Braunfels), Oper Köln
- 2016: Der fliegende Holländer (Wagner), Vlaamse Opera Antwerpen
- 2016: Lohengrin (Wagner), Aalto-Theater Essen
- 2018: Der Freischütz (Weber), Aalto-Theater Essen
- 2024: Fausto (Louise Bertin), Aalto-Theater Essen[4]